# The Zephyr Song
Singles de Red Hot Chili Peppers
By the Way
(2002) Can't Stop
(2002)
The Zephyr Song est une chanson des Red Hot Chili Peppers. Sorti en 2002, le single est le deuxième extrait de leur album By the Way.

## Historique
Deux versions différentes sont mises en vente, chacune contenant des chansons bonus différentes, qui faisaient toutes partie des 12 chansons écrites au moment de l'enregistrement de l'album, mais non retenues pour figurer sur celui-ci. Le CD1 contient les chansons Body of Water et Someone tandis que le CD2 contient Out of Range et Rivers of Avalon.
Le clip de la chanson, tout en kaléidoscopes, renforce le côté psychédélique de celle-ci.

## Certifications
| Pays              | Certification | Unités certifiées |
| ----------------- | ------------- | ----------------- |
| États-Unis (RIAA) | Or            | 500 000           |
| Royaume-Uni (BPI) | Or            | 400 000           |